# El Arco
El Arco település Spanyolországban, Salamanca tartományban. El Arco Almenara de Tormes, San Pelayo de Guareña, Zamayón és Aldearrodrigo községekkel határos. Lakosainak száma 89 fő (2024).

## Népesség
A település népessége az elmúlt években az alábbi módon változott:
| Lakosok száma | 95   | 133  | 103  | 104  | 96   | 89   | 87   | 86   | 91   | 89   |
|               | 2001 | 2004 | 2007 | 2009 | 2012 | 2014 | 2017 | 2019 | 2022 | 2024 |